# ريفيرتر الأول
ريفيرتر الأول (بالكتلانية: Reverter I) وبالعربية الرويبتر واشتهر بلقب العلج الأعرج (1090 - 1142م) من النبلاء الكتلان، خلف والده وورث منصب فيكونت كونتية برشلونة بين 1126 حتى 1133م. التحق بالمرابطين وأصبح «قائد الروم» في جيشهم، ومن المقربين لأمير المسلمين تاشفين بن علي ورفيقه في الحرب.

## مسيرته
في الحملة التي شنها المرابطون على بلاد الكتلان بين يونيو وسبتمبر 1114 / محرم وربيع الأول 508م، من أجل تدمير الكونتيات الكاتالونية الممتدة بين برشلونة إلى جبال البرانس. رغم نجاح الحملة في البداية إلى أنه بفضل الفيكونت جيلبرت الثاني [الكتالانية]
ورجاله، من بينهم ابنه البكر ريفيرتير، الذي كان عمره آنذاك 25 عاما، استطاعوا الإلحاق بالمرابطين أضرار كبيرة مستغلين عبورهم طريق جبلي ضيق وهم يحملون غنائم حملتهم.
بعد بزوغ الموحدين في جبال المغرب، فتح المرابطين المجال للمسيحين كي ينضموا في صفوفهم. فكان ريفيرتر نجل فيكونت برشلونة واحد من الذين استجابوا لهذه الدعوة. كان «الرويبتر» يتقن العربية ومهتما بحضارتها. ترك ورائه أسرته وأملاكه وشرع في المغامرة، خصوصا وانه كان ضد الحملات الصليبية التي بدأت تروج لها الكنيسة من أجل قتال المسلمين. المهارة والخبرة التي لاحظها المرابطين فيه جعلتهم يمنحونه رتبة «قائد الروم»، متزعما جيشا من المسيحيين في خدمة الدولة المرابطية. في عام 1122م بدأت الحملة المرابطية ضد الموحدين. رغم أن عدد جنود ريفيرتي كان حينها محدودا، كانت مساهمته حاسمة. وكانت القوات الموحدية في بدايتها لا تتوفر على سلاح الفرسان الأوروبيين، الذي يتمتع بالدرع الثقيل. ومن المميزات الأخرى لجند الحشم روحهم الهجومية، حيث رفض رجال ريفيرتير فكرة المكوث في موقف دفاعي أمام الخصم، فلم يسافروا إلى جبال أطلس ليسجنوا أنفسهم في قلعة، وإنما من أجل شن الغارات والغنائم.
في الحرب ضد الموحدين استخدموا أساليب إرهابية من أجل اخماد التمرد. هذه الأساليب القمعية حققت شعبية كبيرة لريفيرتي. ويروى أن ابن تومرت صاغ له كنية من اسم نوع من الطيور لونه أسود ذو أجنحة بيضاء: في إشارة إلى لون بشرة ريفيرتير البيضاء، وقلبه الأسود.

يروي المؤرخ ابن الراعي عن خبر فتح الموحدين لمدينة تارودانت، 

ونقل ابن الراعي رسالة كتب بها الخليفة عبد المؤمن يقول فيها: 
بعد وفاته، خلفه ابنه علي ابن ريفيرتير على قيادة الجيش في المغرب، بعد أن عينه الأمير تاشفين بن علي. بينما خلفه ابنه الآخر بيرنيجير ريفيرتير في منصبه ببرشلونة.